# St-Laurent (estación)
St-Laurent es una estación que forma parte de la Línea Confederación del O-Train en Ottawa. Se ubicada en el St. Laurent Boulevard y Queensway.

## Historia
Originalmente construida como una estación de Transitway, su construcción requirió la reconstrucción completa del cruce de St. Laurent Boulevard/King's Highway 417 y la construcción de un túnel para permitir que la vía de tránsito cruzara por debajo de Queensway. Su construcción estuvo ligada a la última gran ampliación del centro comercial en 1987.
El 28 de junio de 2015, las principales plataformas de Transitway cerraron para la construcción de la Línea Confederación. La estación reabrió el 14 de septiembre de 2019, cuando comenzó el servicio de la Línea Confederación.

## Composición
La estación de tren tiene dos andenes laterales y es la única estación subterránea de la Línea Confederación fuera del tramo del centro entre las estaciones de Lyon y Rideau. Las entras están ubicadas en el nivel de la plataforma, evitando el cruce entre las plataformas dentro de la zona de tarifa pagada.
Por encima del nivel de la plataforma, un nivel de vestíbulo proporciona acceso al centro comercial. A nivel del suelo, se ha conservado una terminal de autobuses locales de la estación original de Transitway.
La obra de arte de la estación consiste en una serie sin título de grandes murales de Andrew Morrow, que representan momentos de la historia canadiense.

## Conexiones

### OC Transpo

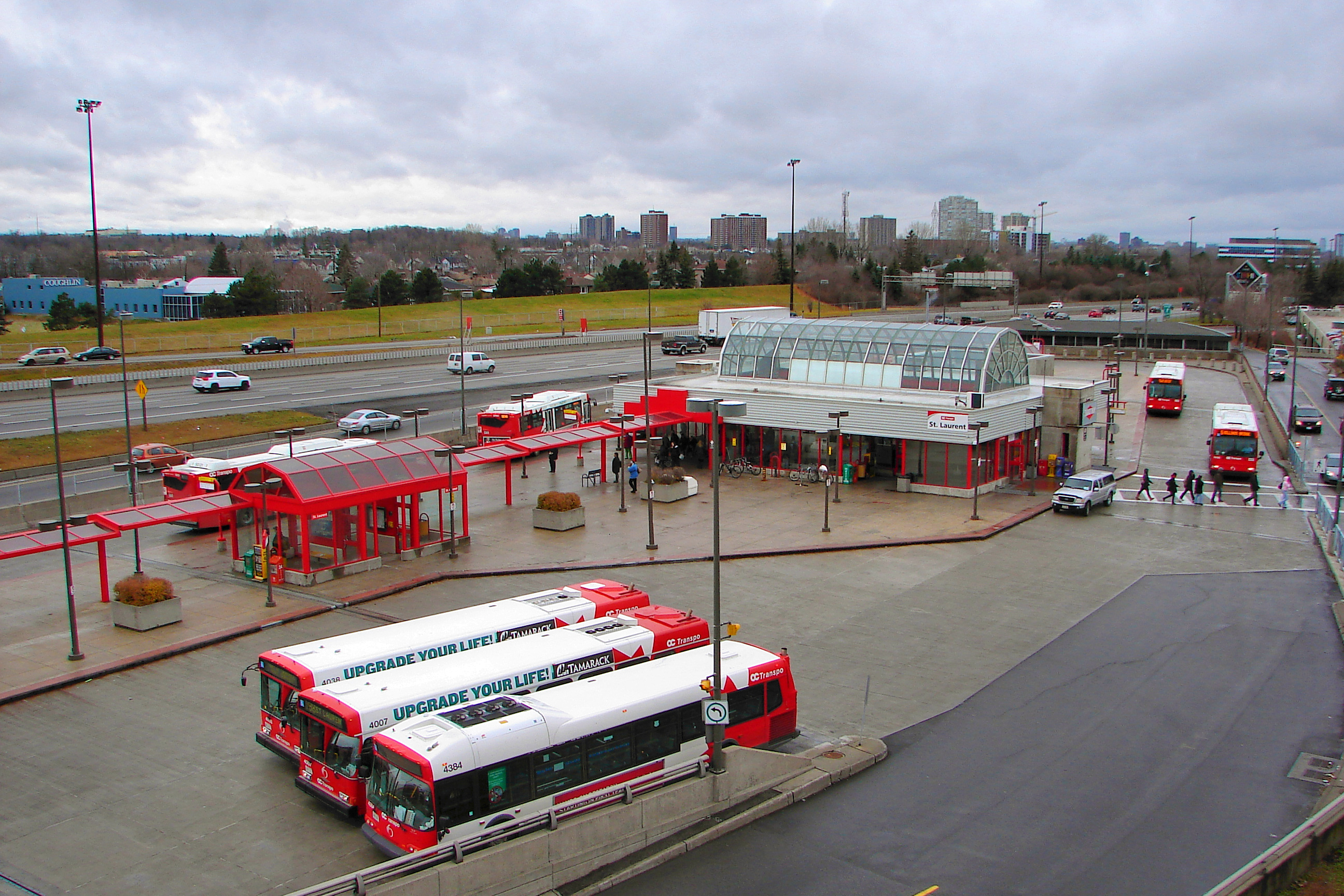
Estación original de Transitway.

Las siguientes rutas dan servicio a la estación de St-Laurent a partir del 20 de mayo de 2021: La ruta 12 se trunca temporalmente al oeste de St. Laurent Boulevard debido al proyecto de revitalización de Montreal Road.
| Parada                                             | Rutas                     |
| -------------------------------------------------- | ------------------------- |
| Este: O-Train                                      |                           |
| Oeste: O-Train                                     |                           |
| A Este                                             | 24, 40, 47,302            |
| B Reemplazo de rieles                              | R1                        |
| C Reemplazo de rieles y ruta 12 en dirección oeste | R1, 12, N39               |
| D Oeste                                            | 7, 12, 14, 18, 19, 20, 27 |
| E Megabus Oeste                                    | Toronto                   |

### Megabus
A partir del 20 de mayo de 2021, Megabus operará rutas de autobuses interurbanos entre la St-Laurent en Ottawa hacia Kingston, Scarborough y Toronto durante cuatro días a la semana, de jueves a domingo. Esto es después de que Greyhound Canada dejara de operar desde la estación central de Ottawa en octubre de 2020 y cerrara todo el servicio de autobús de forma permanente el 13 de mayo de 2021.

### Rider Express
Rider Express ofrece el servicio Toronto-Kingston-Ottawa que sale de la estación St-Laurent.